# Banhall

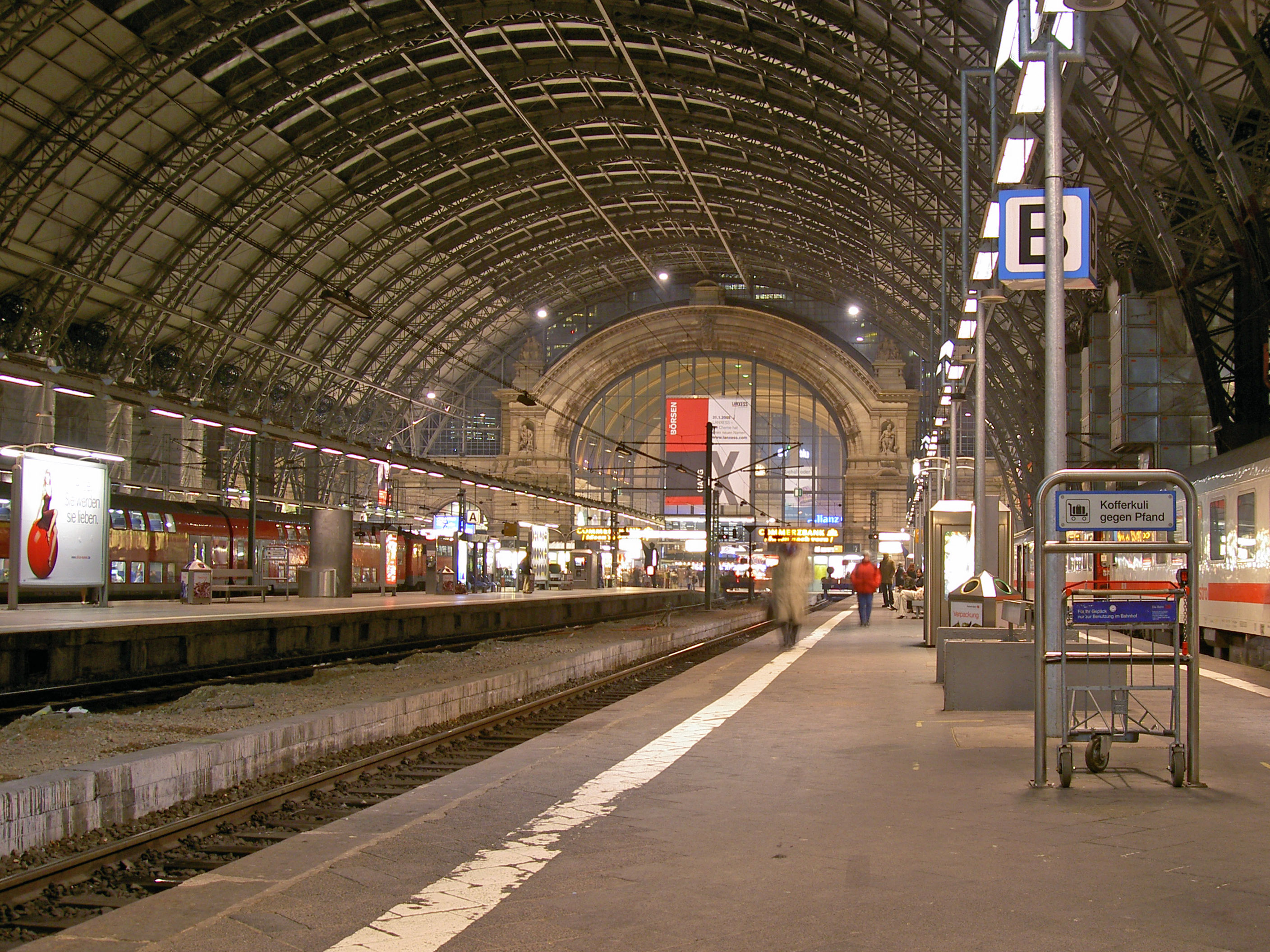
Frankfurts centralstation.

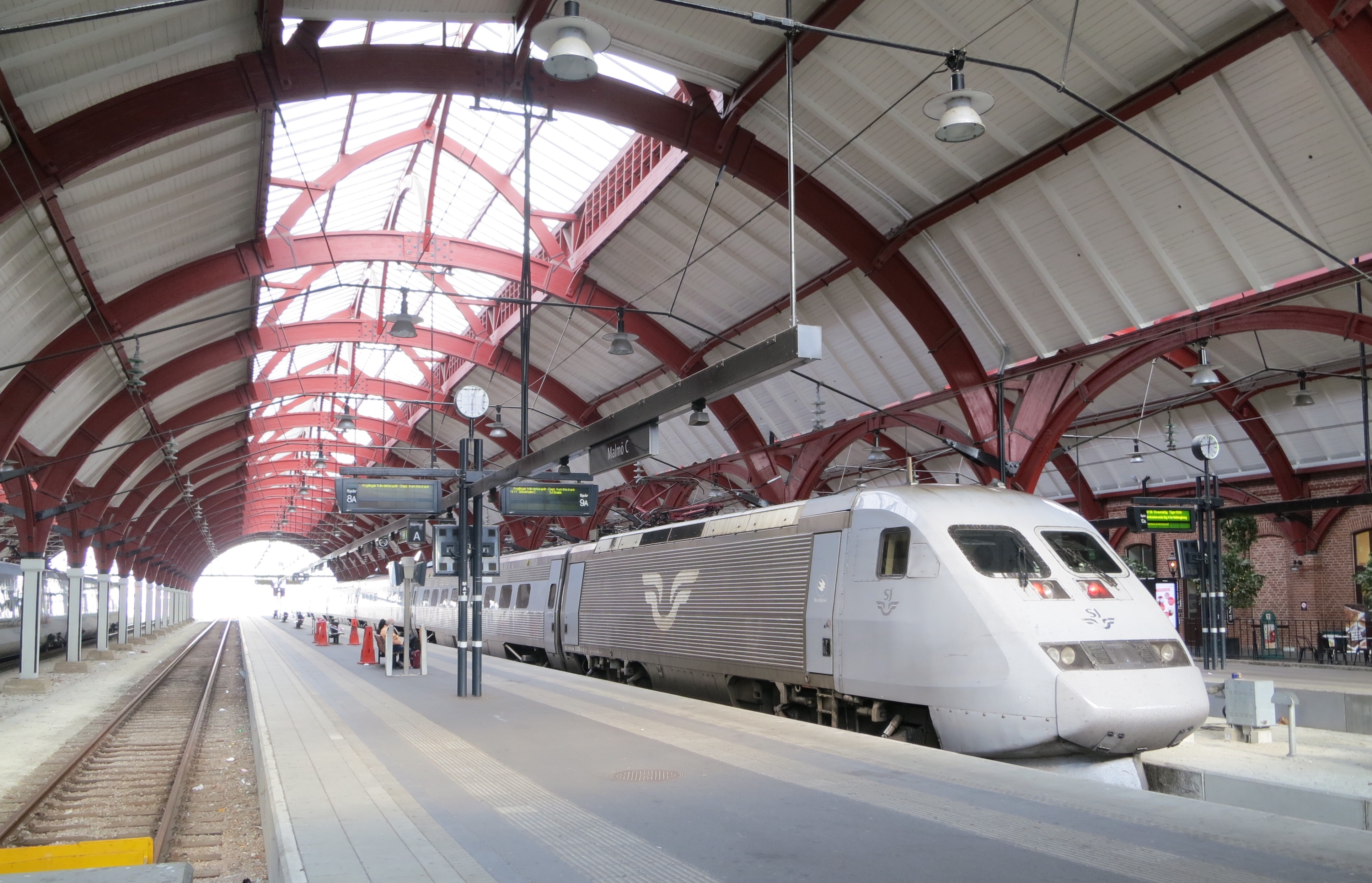
Banhallen på Malmö centralstation.

En banhall är en byggnad formad som en hall med tak över spåren på en järnvägsstation. Konstruktionen används för att skydda spårområdet och perrongerna mot väder och vind. En banhall kan täcka en stations alla spår eller enbart en del av dessa.
Ett exempel är Malmö centralstation. Banhallar finns i många europeiska länder. I Köpenhamn finns en banhall, liksom även i Hamburg. De är även vanliga i Storbritannien.
Ursprungligen fanns banhallar i Stockholms och Göteborgs centralstationer. Dessa stationer blev efter hand för små, så nya spår byggdes utanför och banhallarna byggdes om till vänthallar. De finns alltså kvar åtminstone delvis men utan spår. Även i Trelleborg finns en banhall. Den fick tillbaka sin ursprungliga funktion i december 2015 då lokaltrafik med Pågatågen återupptogs på sträckan Trelleborg−Malmö.